# 木下勲
木下 勲（きのした いさお、1994年4月7日 - ）は、日本の男子バスケットボール選手である。LEBオロ（スペイン2部）のABカステリョー所属。ポジションはポイントガード。兵庫県西宮市出身。関西学院大学在学中。

## 来歴
関西学院高等部で1年次よりインターハイ出場、2年次にはウィンターカップにも出場した。
3年次となる2013年の1月にナショナル・バスケットボール・リーグのトライアウトを受験し、和歌山トライアンズの勧誘を受ける。同年4月に関西学院大学法学部に進学した木下は、大学に籍を置いたままトライアンズと契約し、日本男子バスケトップリーグ初の現役大学生選手となった。11月2日に公式戦に初めて出場を果たした。しかしシーズン終了後、トライアンズは経営難により選手の大部分との契約を打ち切らざるを得なくなり、木下との契約も打ち切られた
その後木下は大学を休学するとともに、アメリカ・インディアナ州に拠点を構え、NBAデベロップメント・リーグの複数のチームトライアウトを受験するなどプレイの場を探した。その結果11月には独立リーグABAのバーミンガム・ブリッツと契約した。
2015年にはスペインに渡ってスペイン5部のCBアル・バンドレイに加入し、2016年にはスペイン4部のCBサンフェリウエンスに移籍した。2017年にはB3リーグの東京サンレーヴスに加入するも2か月で退団し、スペイン5部のCBベニカルロに加入した。2018年にはLEBオロ（スペイン2部）のABカステリョーに移籍した。